# Académie royale des beaux-arts de San Carlos
Pour les articles homonymes, voir San Carlos.
L’Académie royale des beaux-arts de San Carlos (en espagnol : Real Academia de Bellas Artes de San Carlos ; en catalan : Reial Acadèmia de Belles Arts de Sant Carles) est une institution culturelle de Valence (Espagne).

## Histoire
Elle trouve ses racines dans la demande à Ferdinand VI de la part d'artistes valenciens pour créer une académie. Le Roi concéda un permis et l'académie fut créée, nommée en honneur à son épouse, Barbara, au siège contemporain de l'université de Valence.
Lors de la mort du monarque et à cause de difficultés économiques, le centre disparut. L'idée fut néanmoins remise au goût du jour par Charles III, qui reconnut l'académie par une Lettre de Cachet, le 14 février 1768, sur le modèle de l'académie royale des beaux-arts de San Fernando, suivant le courant des Lumières et la tradition française. La dénomination officielle était « Académie royale des trois arts nobles de San Carlos ». Les nouveaux statuts furent ensuite rédigés par le graveur Manuel Monfort Asensi qui y enseigna.
À la suite d'une croissance spectaculaire et du grand nombre d'étudiants d'une part, et de l'étroitesse des locaux d'autre part, l'État concéda en 1838 le Couvent des Carmes, qui était alors désamorti et qui put à la fois abriter les cours et agrandir ses collections artistiques dans le « musée des beaux-arts et musée des antiquités ».
À partir de 1909, l'institution fut reconnue comme organisme artistique qui répondait à trois objectifs fondamentaux :
- Académique: études et érudition artistiques, informations
- Didactique: Enseignement théorique et pratique des beaux-arts
- Éducatif: Création du musée de peinture et de sculpture.

En 1913, par un décret royal du 24 juillet, le musée fut officiellement séparé de la tutelle de l'académie.
En 1942 se il fut décidé de conserver au couvent l'école des beaux-arts et de déplacer le musée et l'académie au couvent Saint Pie V, qu'ils partageaient encore en 2007.

## Étudiants notables
- Bernardo Ferrándiz Bádenes (1835-1885)
- Antonio Muñoz Degrain (1840-1924)
- Antonio García Peris (1841-1918)
- Ignacio Pinazo Camarlench (1849-1916)
- Cecilio Plá (1860-1934)
- Joaquín Sorolla y Bastida (1863-1923)
- Enrique Simonet (1866–1927)
- Juan Navarro Ramón (1903-1989)